# Loa máy tính
Xem nghĩa khác của loa từ bài  Loa (định hướng)
Loa máy tính là thiết bị dùng để phát ra âm thanh phục vụ nhu cầu làm việc và giải trí của con người với máy tính cần đến âm thanh. Loa máy tính thường được kết nối với máy tính thông qua ngõ xuất audio của card âm thanh trên máy tính.
Loa máy tính gắn ngoài dùng cho phát âm thanh phục vụ giao tiếp và giải trí thường được tích hợp sẵn mạch công suất, do đó loa máy tính có thể sử dụng trực tiếp với các nguồn tín hiệu đầu vào mà không cần đến bộ khuếch đại công suất (amply).
Loa máy tính cũng có thể là một loa điện động kết nối với mainboard hoặc một loa gốm tích hợp sẵn trong maiboard với chức năng phát tiếng kêu trong quá trình khởi động máy tính (POST) để đưa ra thông báo về tình trạng phần cứng (tùy theo hãng sản xuất bios mà có các "mã bíp" riêng, người sử dụng có thể chẩn đoán lỗi (nếu xuất hiện) thông qua mã bíp của chúng...

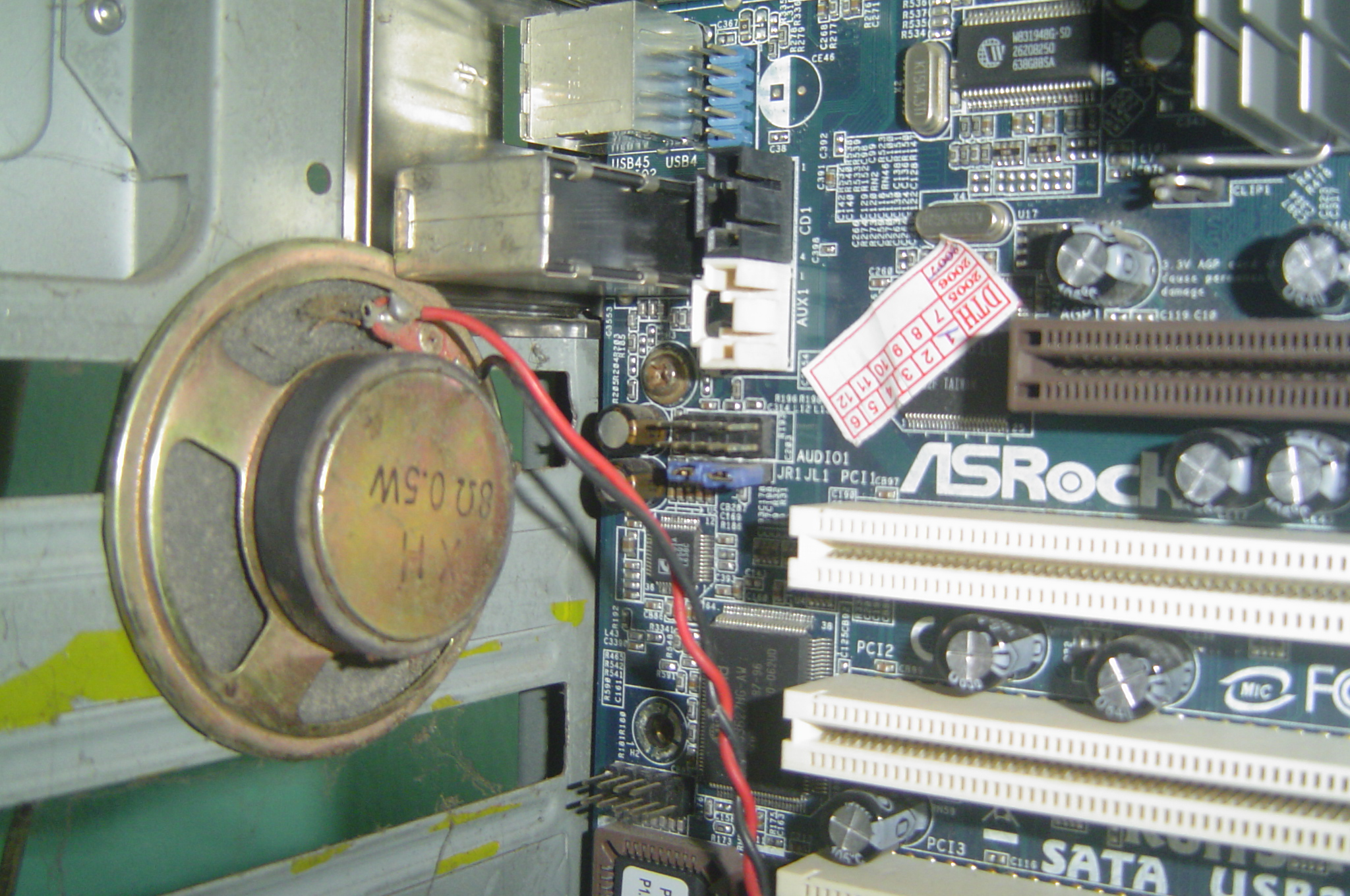
Một chiếc loa trong thùng máy tính

Trong một số trường hợp tai nghe (headphone) được sử dụng thay thế cho loa máy tính (thích hợp trong công sở, phòng games hoặc các tụ điểm truy cập Internet có nhiều máy trong một không gian giới hạn). Về cấu tạo, nó cũng là những chiếc loa có kích thước nhỏ gọn, công suất thấp, thiết kế để người dùng có thể đeo vào tai (và thường tích hợp thêm micro). Loại này cắm thẳng vào card âm thanh mà không cần mạch khuếch đại (trừ dạng tai nghe không dây có mạch phát và khuếch đại trực tiếp), chúng có thể được gắn thêm biến trở để điều chỉnh âm lượng phù hợp với âm lượng muốn nghe.

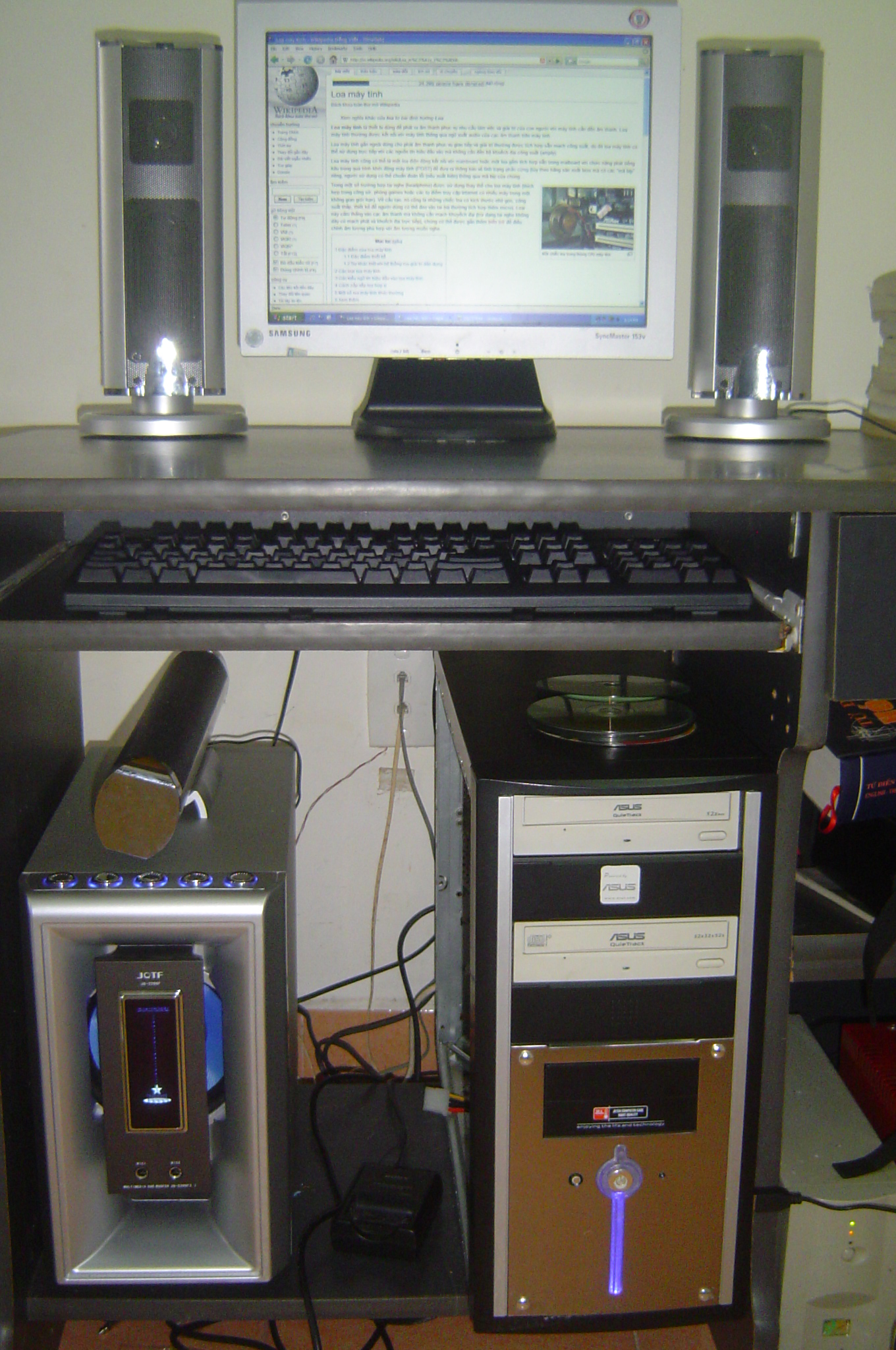
Loa và máy tính

Phần dưới đây trình bày về loa máy tính theo cách hiểu là loại thiết bị phát âm thanh gắn ngoài phục vụ nhu cầu giải trí của người sử dụng máy tính cá nhân.

## Đặc điểm của loa máy tính
Loa máy tính (loại gắn ngoài) thường được thiết kế kết hợp các loa thông thường trở thành các hệ thống loa nhỏ gọn phù hợp với người sử dụng máy tính. Nếu sử dụng để nghe nhạc, xem video thì chất lượng âm thanh cảm nhận từ các hệ thống loa máy tính có thể kém hơn so với hệ thống âm thanh giải trí dân dụng. Nhưng với mục đích giải trí khác biệt như chơi games thì hệ thống loa dân dụng không thể đáp ứng được.

### Đặc điểm thiết kế
Loa vệ tinh thường được đặt gần màn hình máy tính nên chúng thường được chế tạo với vỏ loa chống từ trường. Do cấu tạo của loa sử dụng các nam châm vĩnh cửu nên việc đặt cạnh các màn hình CRT có thể gây nên hiện tượng nhiễm từ đối với màn hình, do đó lớp vỏ loa vệ tinh được bọc một lớp kim loại có khả năng ngăn chặn từ trường ảnh hưởng ra không gian bên ngoài.
Ở loa tầm trung và tầm thấp, loa vệ tinh thường chỉ sử dụng một loa hoặc hai loa nhưng cùng kích thước màng loa nên chưa tái hiện đầy đủ dải âm trung và giải cao, trong trường hợp này người sử dụng có thể gắn thêm một loa tăng cường tiếng treble (nên sử dụng các loa cóc dụng cho hệ thống loa dân dụng) thông qua một tụ (tụ giấy hoặc tụ hóa) dung lượng 1 đến 4,7 micro fara, điện áp tối thiểu 50V.
Loa trầm thường có thùng loa gắn các linh kiện của bộ khuếch đại công suất nên cần giải quyết các vấn đề:
Thùng loa thường được thiết kế để nén và cộng hưởng âm. Với nguyên lý nén giống như các loa nén (tên gọi khác: loa nón).
Mạch công suất phải được thiết kế đặc biệt với các linh kiện được đổ keo định vị chống rung; Hệ thống tản nhiệt bố trí hợp lý ra phía ngoài thùng để tránh làm tăng nhiệt độ thùng; Nguồn điện phải được chống nhiễu tuyệt đối với các dây tín hiệu tương tự đầu vào để tránh tạo âm nhiễu tại loa.
Với một số hệ thống loa máy tính dùng amply rời thì có nhiều thuận lợi hơn trong thiết kế (nên có thể cho chất lượng cao hơn), tuy nhiên giá thành các hệ thống này thường cao hơn, thường nhắm vào người sử dụng cao cấp.

### Sự khác biệt với hệ thống loa giải trí dân dụng
Sự thua kém của hệ thống loa máy tính thường là chất lượng âm trầm. Đối với hệ thống loa dân dụng do có các thùng loa kích thước lớn, với ít nhất hai thùng loa nên tạo ra âm trầm chắc, mạnh. Loa máy tính chỉ bao gồm một thùng loa trầm, màng loa kích thước giới hạn, thùng loa bị chiếm nhiều diện tích bởi các linh kiện chế tạo amply nên cho âm thanh thường không đạt như hệ thống loa dân dụng.
Sự lợi thế hơn ở loa máy tính là khi sử dụng chơi games trên máy tính: với các hệ thống loa 5.1 hoặc 7.1 sẽ diễn tả đầy đủ âm thanh của games. Games thủ có thể hòa mình và cảm nhận mọi âm thanh từ các hướng trong games để định hướng chính xác cho nhân vật mình nhập vai hoặc khi đua xe, games thủ có thể nhận rõ xe đối phương ở phía sau, vượt bên phải hay bên trái mình.
Khi mà hiện nay phim DVD trở lên thông dụng thay thế cho các thể loại phim phát hành trên VCD thì sự thưởng thức phim trở lên hoàn hảo hơn với hệ thống loa máy tính bởi tái hiện đầy đủ âm thanh trong phim, sống động với nhân vật với các hệ thống loa 5.1 (trở lên) thì loa máy tính tỏ ra lợi thế bởi các hệ thống loa dân dụng mới chỉ thông dụng ở các hệ thống hai loa và 4 loa.

## Các loại loa máy tính
Loa máy tính loại độc lập thường được phân loại theo số lượng loa vệ tinh và thùng loa siêu trầm, ký hiệu bởi hai thông số ngăn cách nhau bằng một dấu chấm: dạng X.Y, trong đó: X là số loa vệ tinh, Y là số loa trầm (trong thời điểm hiện tại, Y = 1). Ví dụ: 2.0: Bộ loa gồm 2 loa thông thường, không có loa trầm; 2.1: Bộ loa gồm 2 loa vệ tinh, một loa trầm; 9.1: Bộ loa gồm 9 loa vệ tinh và 1 loa trầm.
Loa máy tính còn có thể được tích hợp sẵn trên máy tính xách tay và tích hợp sẵn trên màn hình máy tính, các loại này chỉ đơn thuần là hệ thống 2.0 (cá biệt cũng có loại loa tích hợp trên các màn hình máy tính có thể hợp chuẩn 2.1 khi có thêm loa trầm - Một số loại màn hình LCD của hãng ASUS đã xuất hiện loại này).

## Các kiểu ngõ tín hiệu đầu vào loa máy tính
Ngõ đầu tín hiệu đầu vào loa máy tính gồm hai loại: Ngõ tương tự (analog) thông thường và ngõ vào tín hiệu số (digital).
- Ngõ tín hiệu đầu vào tương tự: Là chuẩn đầu vào thông dụng nhất trong loa máy tính và các hệ thống dàn âm thanh giải trí dân dụng. Với kiểu này có thể kết nối loa với Tivi, đầu CD, VCD, DVD, máy nghe MP3...
- Ngõ tín hiệu đầu vào số (coaxial: ngõ đồng trục hay optical: ngõ quang): Là kiểu kết nối thông qua tín hiệu số, tín hiệu truyền đến loa được chính xác và loại bỏ nhiễu có thể xuất hiện trên đường truyền so với kiểu tín hiệu tương tự. Do vậy ngõ tín hiệu số chỉ xuất hiện trên các hệ thống loa máy tính cao cấp.

## Điều khiển loa máy tính
Do đặc tính khuếch đại công suất trong loa máy tính nên bao giờ loa máy tính cũng có núm chỉnh âm lượng.
Các điều khiển khác tùy từng loại, có thể bao gồm: 
- Điều chỉnh tổng thể bằng thiết bị điều khiển từ xa: Giống như các thiết bị giải trí gia đình khác (ti vi, đầu đọc CD/DVD...) dùng điều khiển toàn bộ hoặc một phần chức năng của loa.
- Điều chỉnh sơ lược về tần số phát (núm tone): Núm này dùng để điều chỉnh phạm vi tần số được phát trên loa máy tính giúp người nghe có thể điều chỉnh âm thanh tổng thể tăng hoặc giảm dải tần số cao (treble). Thực chất trong mạch khuếch đại, núm điều chỉnh này chỉ bao gồm một tụ điện nối tiếp với một biến trở để có thể loại bỏ bớt thành phần tín hiệu có tần số cao.
- Điều chỉnh tần số trầm và cao (bass và treble): Một số loa có hai nút riêng biệt để điều chỉnh cường độ phát của âm trầm và âm thanh ở tần số cao (loại này có nguyên lý khác biệt với núm tone trình bày ở trên.
- Điều chỉnh lựa chọn ngõ vào: Với loại loa có nhiều đầu vào trên loa thường có ít nhất một nút điều khiển lựa chọn đầu vào âm thanh phát chính thức cho loa.
- Điều chỉnh âm thanh giả lập: Một tính năng cộng thêm cho loa máy tính để có thể phát các âm thanh xoay vòng giả lập được thực hiện trực tiếp trên loa (so với cách tạo trên các phần mềm). Chức năng này có thể sử dụng cho việc phát đầy đủ âm thanh trên hệ thống loa có nhiều loa vệ tinh (từ 4.1 trở lên) nhưng card âm thanh chỉ hỗ trợ 2 ngõ ra âm thanh. Chất lượng âm thanh giả lập tạo ra trên loa thường không thể bằng các hiệu ứng tạo ra do phần mềm.

## Cách sắp xếp loa hợp lý
Nếu hệ thống loa máy tính chỉ gồm hai loa (2.0) thì cách bố trí rất đơn giản: Chỉ việc đặt hai loa hai bên màn hình máy tính, đối diện người sử dụng máy tính và chú ý đến loa phải, trải theo đúng quy định.
Với các hệ thống loa X.1 cách bố trí như sau:
- Loa 2.0: Bố trí hai bên màn hình hoặc phía sau của màn hình, chú ý về vị trí trái/phải để đảm bảo đúng âm thanh khi chơi games.
- Loa 2.1: Bố trí như loa vệ tinh như loa 2.0, thùng loa trầm đặt dưới đất, tốt nhất đặt gần góc phòng để tăng hiệu ứng âm trầm.
- Loa 4.1: Hai loa vệ tinh phía trước và loa trầm bố trí như loa 2.1, hai loa sau đặt phía sau của tai người ngồi trước màn hình máy tính.
- Loa 5.1: Bố trí như hệ loa 4.1, thêm loa giữa đặt tại phía trên của màn hình (nếu là loại màn hình CRT) hoặc có thể treo trên tường phía sau màn hình (đối với loại tinh thể lỏng)
- Loa 7.1: Bố trí như 5.1, thêm hai loa hai bên đặt hai bên ngang tai người sử dụng máy tính. Một cách khác khi bố trí loa 7.1 là đặt hai loa ngang tai sang vị trí như hai loa vệ tinh của hệ 5.1 nhưng đối xứng ra xa màn hình hơn so với hai loa vệ tinh phía trước.

Trong một số loại loa máy tính có đủ đường vào theo các tiêu chuẩn X.1 nhưng số loa vệ tinh không đúng là X thì có thể sắp xếp các loa kết hợp ở phía trước giống như các loa máy tính kiểu của loa (X-2).1 bởi các loa phía sau có thể được tích hợp sẵn vào các loa phía trước nhưng xoay hướng để giả lập hệ loa với nhiều loa vệ tinh hơn (Ví dụ có các hệ thống có đầy đủ đường vào theo chuẩn 5.1 nhưng thực chất chỉ có 3 loa vệ tinh thì hai loa phía sau được gắn cùng với các loa phía trước nhưng bố trí hướng phát lệch đối xứng về hai bên)
Trong mọi trường hợp sau khi lắp đặt các loa vệ tinh, cần phải kiểm tra các vị trí của chúng để đảm bảo tính đúng đắn của các kênh trái và phải. Thông thường các card âm thanh đều có các phần mềm kèm theo cho phép kiểm tra vị trí theo cách trực quan: Phát tiếng riêng từng loa một và thể hiện trên màn hình để người sử dụng có thể kiểm tra vị trí của chúng.

## Một số loa máy tính khác thường
Sự đặc biệt ở là chúng được thiết kế khác thường - không theo chuẩn thông thường và rất hiếm gặp.
- Loa sử dụng nguồn điện trực tiếp trong máy tính: Các loa máy tính gắn ngoài thường có bộ khuếch đại công suất, do đó chúng cần cung cấp điện năng để hoạt động. Với người dùng không có nhu cầu cần phát âm thanh chất lượng cao với công suất lớn, một số nhà sản xuất đã thiết kế loại loa sử dụng điện năng trực tiếp từ máy tính. Điện năng cung cấp được lấy từ nguồn điện 5V của các cổng giao tiếp USB của máy tính (tương tự việc cung cấp điện năng cho một số loại ổ cứng di động gắn ngoài thông qua giao tiếp USB). Với khả năng cung cấp dòng điện giới hạn nên các loa này thường có công suất thấp.
- Loa máy tính không sử dụng ngõ xuất audio của card âm thanh: Các loa loại này không sử dụng các cạc âm thanh thường thấy trên máy tính, chúng được tích hợp sẵn chip giải mã âm thanh tại loa thông qua giao tiếp USB.
- Loa tích hợp với màn hình máy tính: Một số hãng sản xuất tích hợp loa vào một số model kể cả của loại CRT và tinh thể lỏng. Loa thường được gắn hai chiếc vào hai bên để phát stereo, một số màn hình được sản xuất cho các games thủ còn có cả các loa siêu trầm. Một cách khác loa cũng có thể được gắn chìm hoặc giấu phía sau màn hình.